# FK Jedinstvo Novi Bečej
FK Jedinstvo je nogometni klub iz Novog Bečeja, Srednjobanatski okrug, Vojvodina, Srbija.

U sezoni 2024./25. natječe se u PFL Zrenjanin, petom rangu u nogometnom sustavu Srbije.

## O klubu
Prva nogometna utakmica u Novom Bečeju odigrana je 1. kolovoza 1909. godine između momčadi Novog Bečeja i Zrenjanina, dok je prvi nogometni klub osnovan 1911. godine pod imenom TSE (Turskobečejsko sportsko društvo).

Nogometni klub Jedinstvo osnovao je 10. kolovoza 1927. godine ljekarnik Đorđe Stanojević iz Beograda, koji je imao ljekarnu u Novom Bečeju. Godine 1929. klub je primljen u članstvo nogometnog saveza i počeo se natjecati u Velikokikindskoj skupini u kojoj se natjecalo pet klubova. Klupske boje 1932. bile su crna i crvena.
Jedinstvo je u sezoni 1979./80. prvi put nastupilo u Vojvođanskoj ligi, tada trećem rangu natjecanja, a u kvalifikacijama protiv Sente (2:3 i 4:1) osvojila je Vojvođansku ligu. No, ispala je već u prvoj sezoni, jer je sezonu završila na pretposljednjem mjestu.

Kao prvak Regionalne lige Zrenjanin u sezoni 1981./82., Jedinstvo je osiguralo sudjelovanje u kvalifikacijama za plasman u viši rang, gdje je svladalo ČSK iz Čelareva s 3:1 kod kuće i 1:0 u gostima te se tako nakon dvije sezone Jedinstvo vratilo u Vojvođansku ligu. Trener ekipe u oba plasmana u Vojvođanskoj ligi bio je Vladimir Pap.

Najbolji rezultat u povijesti kluba ostvaren je u sezoni 1982./83. Vojvođanske lige, kada je Jedinstvo pod vodstvom trenera Josipa Pirmajera bilo nadomak plasmana u Drugu saveznu ligu Jugoslavije, ali je sezonu ipak završilo na drugom mjestu iza Vrbasa.

Klub se još dvije sezone natječe u Vojvođanskoj ligi, u sezoni 1983./84. zauzeo je četrnaesto mjesto, dok je u sezoni 1984./85. završio na posljednjem mjestu.
Osvajanjem prvog mjesta u Istočnovojvođanskoj ligi u sezoni 2012./13., Jedinstvo se plasiralo u Srpsku ligu Vojvodine. Time je klub prvi put zaigrao u trećem rangu natjecanja od sezone 1984./85.

## Vanjske poveznice
- Profil na srbijasport